# Sangaia lavinai
La sangaia (Sangaia lavinai) è un anfibio estinto, appartenente ai temnospondili. Visse nel Triassico inferiore (circa 250 milioni di anni fa) e i suoi resti fossili sono stati ritrovati in Sudamerica (Brasile).

## Descrizione
Questo animale è noto grazie ad alcuni resti fossili comprendenti l'olotipo, la metà sinistra di un cranio parziale, parte di un palato e altri frammenti cranici ritrovati nella formazione Sanga do Cabral nel Rosario do Sul Group. Questo animale doveva avere un cranio di forma triangolare, dalla parte posteriore molto allargata e dal muso quasi appuntito; il cranio era relativamente basso. 

## Classificazione
Questo animale è stato descritto inizialmente nel 2006 con il nome di Cabralia lavinai; il nome generico era però già stato utilizzato in precedenza per descrivere una farfalla brasiliana (Moore, 1982) e quindi fu necessario proporre un nuovo nome per designare l'anfibio. 
Sangaia è ritenuto essere un rappresentante dei ritidosteidi, un gruppo di anfibi tipici del Triassico, i cui resti sono stati rinvenuti principalmente in Australia e in Sudafrica. Un'analisi filogenetica ha indicato che Sangaia potrebbe essere strettamente imparentato con Mahavisaurus del Madagascar e Pneumatostega del Sudafrica. 